# チェッパローニ
チェッパローニ（イタリア語: Ceppaloni）は、イタリア共和国カンパニア州ベネヴェント県にある、人口約3,400人の基礎自治体（コムーネ）。

## 地理

### 位置・広がり
ベネヴェント県のコムーネ。県都ベネヴェントから南へ10kmの距離にある。

#### 隣接コムーネ
隣接するコムーネは以下の通り。括弧内のAVはアヴェッリーノ県所属を示す。
- アルタヴィッラ・イルピーナ (AV)
- アポッローザ
- アルパイーゼ
- キアンケ (AV)
- ロッカバシェラーナ (AV)
- サン・レウチョ・デル・サンニオ
- サン・ニコーラ・マンフレーディ
- サンタンジェロ・ア・クーポロ

## 行政

### 分離集落
以下の分離集落（フラツィオーネ）がある。
- Barba, Beltiglio, Ripabianca, San Giovanni di Ceppaloni, Santa Croce e Tufara Valle